# Gamsylella lobata
Gamsylella lobata är en svampart som först beskrevs av Dudd., och fick sitt nu gällande namn av M. Scholler, Hagedorn & A. Rubner 1999. Gamsylella lobata ingår i släktet Gamsylella och familjen vaxskålar.   Inga underarter finns listade i Catalogue of Life.